# Rhinoclemmys nasuta
Rhinoclemmys nasuta is een schildpad uit de familie Geoemydidae. De soort werd voor het eerst wetenschappelijk beschreven door George Albert Boulenger in 1902. Oorspronkelijk werd de wetenschappelijke naam Nicoria nasuta gebruikt en later werd de soort aan het geslacht Geoemyda toegekend. 

## Uiterlijke kenmerken
De schildkleur is donkerbruin tot zwart, het buikschild is geel met op iedere buikplaat een grote, roodachtig bruine tot zwarte vlek. De maximale schildlengte is ongeveer 22 centimeter, mannetjes blijven kleiner tot ongeveer 20 cm, en zijn daarnaast te herkennen aan een langere en dikkere staart en een ondiepe kuil in het buikschild. De wetenschappelijke soortnaam nasuta betekent neus en verwijst naar de relatief lange snuitpunt. De kleur van de kop is donker tot zwart, de kop heeft aan iedere zijde vier karakteristieke strepen die lichtgeel tot geel van kleur zijn. De duidelijkst zichtbare streep loopt van neuspunt tot voor het oog, een tweede streep ligt in het verlengde van achter het oog tot de nek, een vagere streep bevindt zich van onder het oog tot het trommelvlies en een vierde streep loopt van de mondhoek tot het trommelvlies. De kleur van de poten en staart is roodachtig bruin tot geel.

## Algemeen
Rhinoclemmys nasuta komt voor in Zuid-Amerika: in Colombia en Ecuador. De habitat bestaat uit grote rivieren met een sterke stroming, het is een aan water gebonden soorten die alleen om te zonnen of een nest te maken het land betreedt. Er is weinig bekend over de biologie en levenswijze, waarnemingen wijzen erop dat per keer slechts één tot twee eieren per legsel worden afgezet, waarschijnlijk worden echter gedurende het gehele jaar eieren afgezet in ondiepe, onbedekte nesten of tussen de bladeren in de strooisellaag. De schildpad is herbivoor, maar er is een waarneming bekend van een exemplaar dat sprinkhanen at.